# Професор
Професор је особа која се бави предавањем одређеног предмета у средњој школи, факултету или на академији. Потребан услов за средњу школу је завршен факултет и положен стручни испит, који се полаже после две године држања наставе.
За држање предавања на факултету или академији потребан је (у највећем броју случајева) степен образовања доктор наука и одређен број научних радова.
Универзитетска каријера у републици Србији обично почиње са позицијом „асистента“. „Асистент“, као што сам назив говори, асистира професору или предавачу, изводи или помаже при извођењу вежби, а понекада држи предавања под надзором професора. „Асистент“ не може да оцењује студенте, и није потребно да има докторат већ магистратуру, или у новије време титулу „мастер“.
За следећи ниво је неопходан докторат (изузев у уметностима где је магистеријум највиши ниво). То је „доцент“ што је еквивалент звању "Assistant Professor" са енглеског говорног подручја. За разлику од асистента, доценту је дозвољено да самостално држи предавања, да испитује, да буде супервизор научних радова и теза, и да има позицију на предметима. Могуће је да се на истом предмету деси да у исто време буду редовни или ванредни професор и доцент. Тада доцент је у зависном положају у односу на професора, али још увек поседује независност, за разлику од асистента.
Након четири, пет или више година (изузеци су ретки), и значајног научног доприноса, доцент може да буде изабран у звање ванредног професора која је еквивалент звању "Associate Professor" или реизабран у звање доцента. Звање ванредног професора је нормално минимално потребно за избор за Декана факултета или члана Универзитетског савета или Ректора. У процесу избора ванредног професора, само чланови Изборног већа, факултета који су ванредни или редовни професори могу да гласају.
Након четири или пет година и значајног научног доприноса, ванредни професор може да буде поново изабран у исто звање или може да буде биран у највише академско звање на универзитету „редовни професор“ - "Full-professor". Редовни професори су изузети од даљих процеса избора.
Титула Емеритус (Emeritus) требало би најчешће да буде доступна малом броју професора са великим академским и научним доприносом, као и свим бившим Ректорима.